# Mauwake
Le mauwake est une langue papoue parlée en Papouasie-Nouvelle-Guinée, dans la province de Madang.

## Classification
Le mauwake est un des nombreux membres de la famille des langues croisilles, une des groupes des langues madang.

## Phonologie
Les  voyelles du mauwake sont :

### Voyelles
|         | Antérieure | Postérieure |
| ------- | ---------- | ----------- |
| Fermée  | i [i]      | u [u]       |
| Moyenne | e [e]      | o [o]       |
| Ouverte |            | ɑ [ɑ]       |

### Consonnes
Les consonnes du mauwake sont :
|              |              | Bilabiales | Alvéolaires | Dorsales | Dorsales |
| ------------ | ------------ | ---------- | ----------- | -------- | -------- |
| Palatales    | Vélaires     | Bilabiales | Alvéolaires |          |          |
| Occlusives   | Sourde       | p [p]      | t [t]       |          | k [k]    |
| Occlusives   | Sonore       | b [b]      | d [d]       |          | g [g]    |
| Fricative    | Fricative    | f [f]      | s [s]       |          |          |
| Nasale       | Nasale       | m [m]      | n [n]       |          |          |
| Latérale     | Latérale     |            | l [l]       |          |          |
| Roulée       | Roulée       |            | r [r]       |          |          |
| Semi-voyelle | Semi-voyelle | w [w]      |             | y [ j]   |          |

## Écriture
Le mauwake s'écrit avec l'alphabet latin.
| Caractère     | Caractère | Caractère | Caractère | Caractère | Caractère | Caractère | Caractère | Caractère | Caractère | Caractère | Caractère | Caractère | Caractère | Caractère | Caractère | Caractère | Caractère | Caractère |
| ------------- | --------- | --------- | --------- | --------- | --------- | --------- | --------- | --------- | --------- | --------- | --------- | --------- | --------- | --------- | --------- | --------- | --------- | --------- |
| a             | b         | d         | e         | f         | g         | i         | k         | l         | m         | n         | o         | p         | r         | s         | t         | u         | w         | y         |
| Prononciation |           |           |           |           |           |           |           |           |           |           |           |           |           |           |           |           |           |           |
| ɑ             | b         | d         | e         | f         | g         | i         | k         | l         | m         | n         | o         | p         | r         | s         | t         | u         | w         | j         |

## Vocabulaire
Exemples du vocabulaire de base du mauwake :
| français          | mauwake | Prononciation |
| ----------------- | ------- | ------------- |
| mur               | pika    | [piˈkɑ]       |
| taro              | moma    | [moˈmɑ]       |
| maison            | koora   | [ˈko.o.rɑ]    |
| crocodile         | tuar    | [ˈtu.ɑr]      |
| oiseau de paradis | osaiwa  | [o.sɑi.ˈwɑ]   |
| serpent           | ifa     | [i.ˈfɑ]       |
| un                | kuisow  | [ˈku.i.sow]   |

## Sources
- (en) Liisa Järvinen, 2011, Mauwake Organized Phonological Data, manuscrit, Ukarumpa, SIL International.